# Grace Van Patten
Grace Van Patten, född 21 november 1996 i New York, är en amerikansk skådespelare. Hon är känd för sin roll som Lucy Albright i Tell Me Lies (2022).

## Biografi
Van Patten föddes i New York. Hon är dotter till regissören Tim Van Patten och systerdotter till skådespelarna Joyce Van Patten och Dick Van Patten.

## Filmografi (i urval)
- 2006 – Sopranos (TV-serie)
- 2013 – Law & Order: Special Victims Unit (TV-serie)
- 2014 – Boardwalk Empire (TV-serie)
- 2015 – Stealing Cars
- 2016 – Tramps
- 2017 – Central Park
- 2017 – The Meyerowitz Stories
- 2017 – The Wilde Wedding
- 2018 – Under the Silver Lake
- 2018 – Maniac (TV-serie)
- 2019 – Good Posture
- 2020 – The Violent Heart
- 2021 – Nine Perfect Strangers (TV-serie)[9]
- 2022 – Tell Me Lies (TV-serie)